# 平静号
平静号（英語：Equanimity），现称宁静号（英語：Tranquility），是一艘由刘特佐之前拥有的私人豪华游艇，因涉及一个马来西亚发展有限公司丑闻（1MDB），被马来西亚政府扣押于巴生港。马来西亚海事高等法庭于2018年8月26日，允许一个马来西亚发展有限公司公开招标脱售平静号，并于2019年4月3日批准云顶集团属下云顶马来西亚有限公司（MYX：4715）的提议，以1亿2600万美元（约5亿1416万令吉）购买“平静号”豪华游艇。云顶集团完成收购程序后，将平静号易名为“宁静号”。
2019年8月11日，马来西亚首相马哈迪·莫哈末在国防部长末沙布陪同下抵达雪兰莪州西港莫实得邮轮码头，亲自巡视“平静号”。

## 拍卖
2018年10月29日，马来西亚通过委任游艇经纪公司Nigel Burgess公司通过司法程序开始公开拍卖平静号，该公司由马来亚高等法院指定协助该超级游艇的销售。平静号的公开招标于2018年11月28日结束。然而，在第一次拍卖的过程中，沒有任何买家的投标出价达到估定价值，导致该拍卖流标。2018年12月13日，马来西亚海事法院批准过通私人协议或私人销售方式开始第二阶段的拍卖程序。第二阶段的公开招标于2019年3月31日结束，由Nigel Burgess公司再被委任政府代理经纪。根据当时Winterbothams公司的市场估价，该游艇经法庭定下1亿3000万美元的参考价值。
2019年4月3日，马来西亚总检察长汤米汤姆斯表示，吉隆坡海事法庭已批准云顶集团以1亿2600万美元的价格购买该船只。根据汤米汤姆斯于2021年在其自传中揭露的拍卖过程中，由于经历了第一次流标和当前的拍卖前景并不乐观，他采取直接与邮轮业务经验丰富的云顶集团总执行长林国泰会面协商，而后者所提出的投标报价是公开拍卖5个月以来收到的最高出价。他在衡量各种标准后，同意将游艇出售。